# عملیات اوج نیمه‌شب
عملیات اوج نیمه‌شب (به انگلیسی: Operation Midnight Climax) نام پروژه‌ای است که در دهه ۱۹۵۰ توسط سازمان سیا به عنوان زیر مجموعه‌ای از پروژه ام‌کی‌اولترا انجام شد. در این پروژه که در خانه امنی در سانفرانسیسکو و نیویورک و مارین آغاز شد، برای تحقیق در مورد آثار ال‌اس‌دی بر افرادی که توافق نکرده بودند که بر آن‌ها آزمایش انجام شود، انجام گرفت. در این آزمایش‌ها، تن‌فروش‌هایی که از سازمان سیا حقوق دریافت می‌کردند، افراد را به این خانه‌های امن کشانده و در آنجا بدون اطلاع افراد و بدون توجه به احتمال بیش‌مصرفی و مرگ مقادیر متفاوتی از داروهای روان گردان به آن‌ها داده شده و سپس رفتار آن‌ها از طریق شیشه یک طرفه مورد بررسی قرار می‌گرفته‌است.

## هدف و نتیجه پروژه
پروژه عملیات اوج نیمه‌شب جهت بررسی آثار مسکالین، ال‌اس‌دی و اکستازی برروی افرادی جهت مصرف آن توافق نکرده بودند طراحی شد. هدف اصلی پروژه دست آموز و شرطی کردن افرادی بود که سیا آنها را زیر نظر داشت. نتایج رسمی این آزمایش‌ها هیچگاه منتشر نشد، اما گزارش‌های سرپرستان آزمایش به یافته‌های سیا در این مورد اشاره دارد. جورج هانتر وایت، مامور اداره مبارزه با مواد مخدر آمریکا، و ایرا فلدمن، افسر اطلاعات نظامی سابق که بر آزمایشها در سانفرانسیسکو نظارت داشت، متوجه شدند که افراد تحت تاثیر ترکیبی از مواد روانگردان و رابطه جنسی، بسیار آزادتر صحبت میکنند و به احتمال زیاد هیچ‌کس نمی‌داند که آنها اکنون کجا هستند یا ممکن است از چه عوارضی متحمل شده باشند. همچنین افراد درصد بالایی از دست آموز و شرطی شدن سامانه پاداش مغز را نشان میدادند. این پروژه نهایتا در سال 1960 پایان یافت.